# Eberhard Ier de Berg-Altena
Eberhard Ier de Berg-Altena (né vers 1130 et mort le 23 janvier 1180) est comte d'Altena de 1161 à 1180.
Il est le fils du comte Adolphe II de Berg de son second mariage avec Irmgard de Schwartzenberg. Son frère est le comte Engelbert Ier de Berg (1157-189), avec qui il est en longue dispute.
À sa mort, son comté d'Altena est partagé entre ses deux fils aînés, Arnold (de) et Frédéric (de).

## Mariage et progéniture
Il est marié à Adélaïde de Cuyk-Arnsberg. Du mariage vient :
- Arnold d'Altena (de) (né env 1150 et mort en 1209) ;
- Frédéric de Berg-Altena (de) (né env. 1155 et mort en 1198) ;
- Adolphe d'Altena, archevêque de Cologne (né 1157 et mort en 1220), couronnera Philippe de Souabe roi de Germanie en 1205 ;
- Oda (morte en 1224), mariée au comte Simon de Tecklembourg (de).